# Bystrzyca Dolna (przystanek kolejowy)
Bystrzyca Dolna – nieczynny przystanek osobowy w Bystrzycy Dolnej, w Polsce, w województwie dolnośląskim, w powiecie świdnickim, w gminie Świdnica. Przystanek został otwarty w dniu 1 października 1904 roku razem z linią kolejową z Świdnicy Kraszowic do Jedliny Zdroju.